# Andromède VIII
La galaxie Andromède VIII a été découverte en 2003. C’est une galaxie sphéroïdale naine et satellite de la galaxie d’Andromède (M31).